# جورج بوتریل
جورج استیون بوتریل (به انگلیسی: George Botterill، زاده ۸ ژانویه ۱۹۴۹) یک شطرنج‌باز، نویسنده و فیلسوف ولزی است.
بوتریل در برادفورد به دنیا آمد و شطرنج را در هفت سالگی آموخت. از سال ۱۹۶۹ تا ۱۹۷۲ برای دانشگاه آکسفورد بازی کرد، و به یکی از بازیکنان جوان برجسته بریتانیا تبدیل شد. در سال ۱۹۷۱ در مسابقات اسلاتر یانگ مسترز در کنگره بین‌المللی شطرنج هاستینگز برنده شد. او در هاستینگز ۱۹۷۱/۲ بهترین شطرنج‌باز در بین بازیکنان بریتانیایی بود. بوتریل در سال ۱۹۷۴ قهرمانی شطرنج بریتانیا را در کلکتون آن سی برد و با نیم امتیاز بیش از ویلیام هارتستون پس از تساوی هفت جانبه، در پلی‌آف در سانسی، ولز برای اولین بار پیروز شد. در سال ۱۹۷۷ بوتریل برای دومین بار قهرمان بریتانیا شد.
بوتریل در سال ۱۹۷۳ (به‌طور مشترک) قهرمان ولز شد. در سال ۱۹۷۴ او مدرس فلسفه در دانشگاه ولز در آبریستویث شد و شروع به بازی برای تیم ملی ولز کرد. در گروه مقدماتی مسابقات قهرمانی اروپا، او در برابر یان تیمن، تیم برتر هلندی، ۱–۱ و ۱ و ۱–۱ مقابل تیم برتر انگلیس، هارتستون بازی کرد. بوتریل اولین بازی را برای ولز در المپیاد شطرنج ۱۹۷۶ انجام داد و پیش از آن نماینده انگلیس در مسابقات قهرمانی تیمی دانشجویان جهان و قهرمانی تیمی شطرنج اروپا در سال ۱۹۷۳ بود. او دارای عنوان استاد بین‌المللی شطرنج است.
بوتریل بیشتر به‌عنوان یک نویسنده شطرنج شناخته می‌شود. او در حال حاضر مدرس ارشد فلسفه در دانشگاه شفیلد است.